# Kuksza Odeski
Kuksza, imię świeckie Kosma Kiriłowicz Wełyczko, imię mnisze małej schimy Ksenofont (ur. 1874 w Harbuzince, zm. 24 grudnia 1964 w Odessie) – ukraiński mnich i święty prawosławny, wielki schimnik.

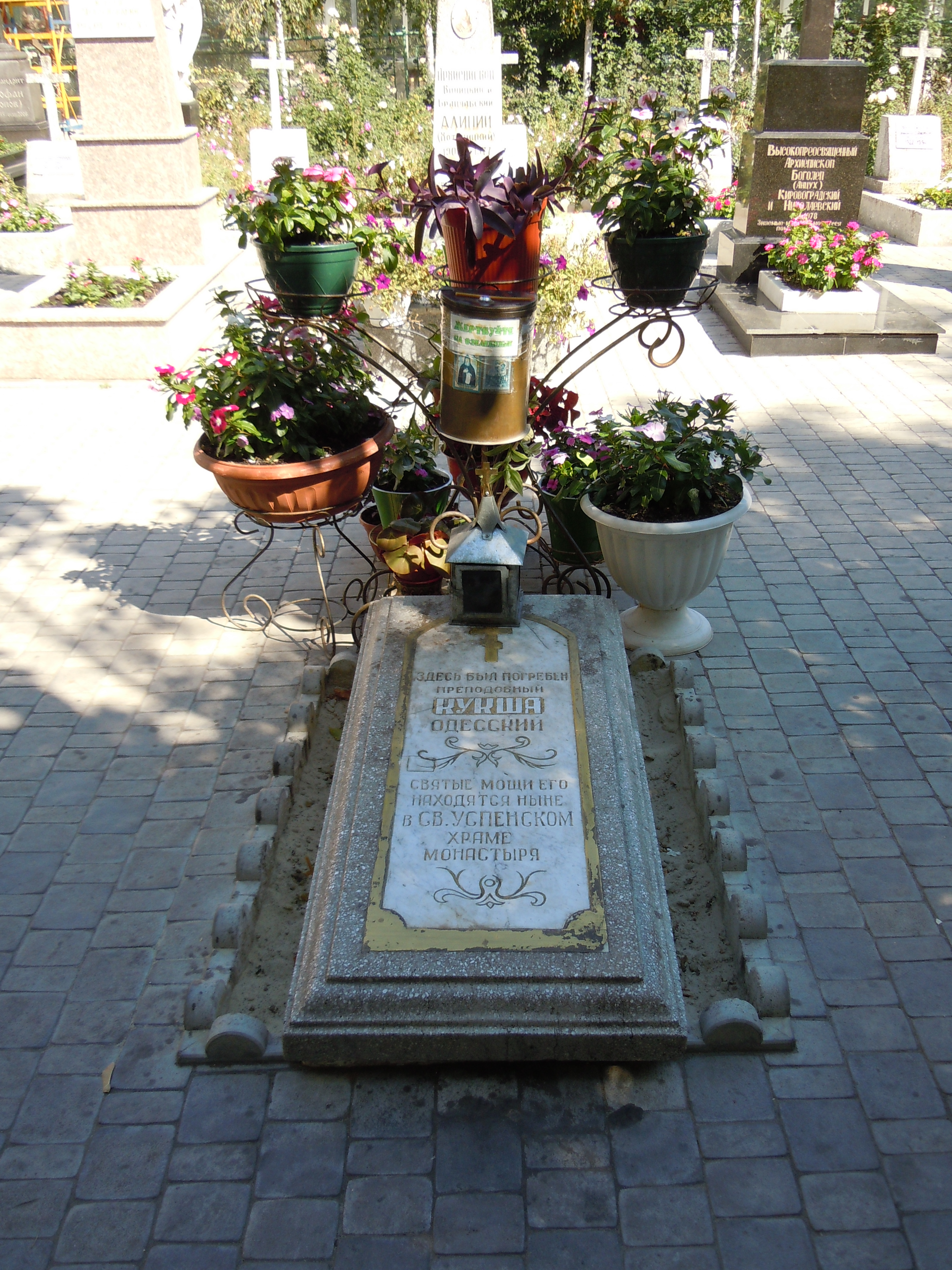
Dawny grób św. Kukszy w Odessie

## Życiorys
Był jednym z czworga dzieci Kyryła i Charytyny Wełyczków. W wieku dwudziestu lat, wracając z pielgrzymki do Jerozolimy, po raz pierwszy udał się do wspólnoty mniszej na Athos i wyraził chęć wstąpienia do niej jako posłusznik. Przełożony klasztoru, do którego się zwrócił, nakazał mu jednak powrót do Rosji i uzyskanie zgody rodziców na ten krok. W 1895 Kosma Wełyczko wrócił na Athos. Przez jedenaście lat był posłusznikiem, następnie został postrzyżony w riasofor z imieniem Konstantyn, zaś w 1904 – w mantię z imieniem Ksenofont, w monasterze św. Pantelejmona. We wspólnocie tej pozostawał do 1912, gdy przeniósł się do kijowskiej Ławry Peczerskiej. Tam złożył śluby mnisze wielkiej schimy z imieniem Kuksza. Po zamknięciu monasteru przez władze stalinowskie, w 1938 schimnich Kuksza został aresztowany, a następnie skazany na pięć lat łagrów i trzyletnią zsyłkę. Do Kijowa wrócił w 1947.
Uznany za świętego starca obdarzonego darami przewidywania przyszłości i leczenia siłą modlitwy, cieszył się niezwykłą popularnością wśród wiernych. Chcąc ograniczyć możliwość spotykania się z nim, władze radzieckie wymusiły na nim wyjazd do Ławry Poczajowskiej, a następnie do monasteru św. Jana Teologa w Chreszczatyku na Bukowinie. Po zamknięciu tejże wspólnoty schimnich Kuksza zamieszkał w monasterze Zaśnięcia Matki Bożej w Odessie i żył w nim do śmierci. Przyczyną śmierci było zapalenie płuc, na jakie duchowny zapadł, gdy w październiku tego roku upadł i złamał biodro, a następnie przez dłuższy czas leżał na ziemi, oczekując na pomoc. Odmówił przyjmowania wszelkich leków, nazywając swoją lekarką świętą Cerkiew.
Cerkiew przypisuje Kukszy liczne cuda, jakie miały mieć miejsce przy jego grobie na cmentarzu mnichów monasteru Zaśnięcia Matki Bożej w Odessie; według tradycji w 1994 okazało się, że jego ciało nie uległo rozkładowi. W tym samym roku Kuksza Odeski został ogłoszony świętym przez Ukraiński Kościół Prawosławny Patriarchatu Moskiewskiego. Jego relikwie znajdują się w cerkwi Zaśnięcia Matki Bożej w kompleksie monasteru Zaśnięcia Matki Bożej w Odessie.